# Філіпп Жоллі
Філіпп Жоллі (нім. Philipp Johann Gustav Von Jolly; 26 вересня 1809, Мангейм — 24 грудня 1884, Мюнхен) — німецький фізик і математик. Син мангеймського бургомістра у 1836—1849 Людвіга Йоллі (власне Луї Жоллі, емігранта з Франції), брат Юліуса Йоллі, батько Людвіга, Фрідріха та Юліуса фон Йоллі.
З 1832 читав лекції в Гейдельберзькому університеті як приват-доцент, в 1847 отримав звання професора, в 1854 перейшов до Мюнхенського університету, де успадкував кафедру від Георга Симона Ома. Основні роботи в галузі експериментальної фізики, перш за все з проблем осмосу та прискорення вільного падіння. Серед його студентів у Мюнхені був Макс Планк, якому він порадив у 1878 році не займатися фізикою, кажучи, що «в цій галузі майже все вже відкрито, і все, що залишається, — зробити деякі не дуже важливі прогалини». Планк відповів, що не хоче відкривати нові речі, лише хоче зрозуміти основи поля. Проте роботи Планка стали початком нової науки — квантової фізики.
Перший ввів поняття про ендосмотичний еквівалент у роботі «Experimentale Untersuchungen über Endosmose» («Zeits. f. ration. Medicin», 1849). У 1878 опублікував свої досліди щодо застосування ваг до дослідження сили тяжкості та середньої щільності Землі («Wied. Ann. d. Ph.» 1878). Розробив повітряний термометр системи Жоллі.